# Vogtsburg
Vogtsburg im Kaiserstuhl é uma cidade da Alemanha, no distrito da Brisgóvia-Alta Floresta Negra, na região administrativa de Friburgo , estado de Baden-Württemberg.